# Cyclodinus paiute
Cyclodinus paiute es una especie de coleóptero de la familia Anthicidae.

## Distribución geográfica
Habita en Utah (Estados Unidos).